# 浮点数运算

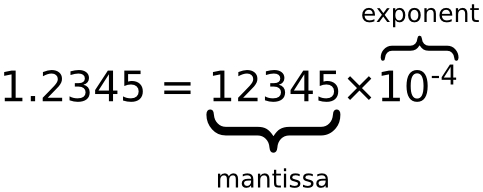
十進制浮点數的表示方式

在電腦科學中，浮點數運算（Floating-point arithmetic）是一種用浮點（英語：floating point，縮寫為FP）方式表示實數的運算方式。浮點是一種用於表示實數近似值的數值表示法，由一个有效數字（即尾数）加上冪數來表示，通常是乘以某个基数的整数次指數得到。以這種表示法表示的數值，稱為浮点數（floating-point number）。浮點數運算运算通常伴随着因为无法精确表示而进行的近似或舍入。
計算機使用浮點數運算的主因，在於電腦使用二進位制的運算，例如：4÷2=2，4=100(2)、2=010(2)，由4的二進位100(2)變成2的二進位為010(2)，相當於退一位數。則1.0÷2=0.5=0.1(2)，也就是{\displaystyle {\frac {1}{2}}}。依此類推二進位的0.01(2)就是十進位{\displaystyle {\frac {1}{2^{2}}}}={\displaystyle {\frac {1}{4}}}=0.25。由於十進位制無法準確換算成二進位制的部分小數，如0.1，因此只能使用近似值的方式表達。
这种表示方法类似于基数为10的科学记数法。在計算機上，通常使用2為基數的幂數來表示，一个浮点数a由两个数m和e来表示：a = m × be。在任意一个这样的系统中，可选择一个基數b（记数系统的基）和精度p（即使用多少位来存储），m（即尾數）是形如±d.ddd...ddd的p位数（每一位是一个介于0到b-1之间的整数，包括0和b-1）。如果m的第一位是非0整数，m称作正规化的，有一些描述使用一个单独的符号位（s 代表+或者-）来表示正负，这样m必须是正的，e是指数。
這種表示法的設計，來自於對於值的表現範圍，與精密度之間的取捨：可以在某个固定长度的存储空间内表示出某個實數的近似值，例如： 一个指数范围为±4的4位十进制浮点数可以用来表示43210，4.321或0.0004321，但是没有足够的精度来表示432.123和43212.3（必须近似为432.1和43210）。当然，实际使用的位数通常远大于4。
此外，浮点数表示法通常还包括一些特别的数值：+∞和−∞（正负无穷大）以及NaN（'Not a Number'）。无穷大用于数太大而无法表示的时候，NaN则指示非法操作或者无法定义的结果。
其中，无穷大，可表示为inf，在内存中的值是阶码为全1，尾数全0。而NaN在内存中的值则是阶码全1，尾数不全0。

## 计算机的浮点数
浮点指的是带有小数的数值，浮点运算即是小数的四则运算，常用来测量电脑运算速度。大部份计算机采用二進制（b=2）的表示方法。位（bit）是衡量浮点数所需存储空间的单位，通常为32位或64位，分别被叫作单精度和双精度。有一些计算机提供更大的浮点数，例如英特尔公司的浮点运算单元Intel8087协处理器（以及其被集成进x86处理器中的后代产品）提供80位长的浮点数，用于存储浮点运算的中间结果。还有一些系统提供128位的浮点数（通常用软件实现）。

## 浮点数的標準
在電腦使用的浮点数被电气电子工程师协会（IEEE）規範化為IEEE 754。

## 举例
π的值可以表示为π = 3.1415926...10（十进制）。当在一个支持17位尾数的计算机中表示时，它会变为0.11001001000011111 × 22。

## 浮點數運算
為了方便呈現，容易閱讀，以下的例子會用十進制，有效位數7位數的浮點數，也就是IEEE 754 decimal32格式，其原理不會隨進制或是有效位數而變。此處的s表示尾數（有效數字），而e表示指數。

### 加減法
處理浮點數加法的簡單作法是將二個浮點數調整到有相同的指數。在以下例子中，第二個數的小數點左移了三位，使二者的指數相同，之後即可進行一般的加法運算：
```
  123456.7 = 1.234567 × 10^5
  101.7654 = 1.017654 × 10^2 = 0.001017654 × 10^5
```

```
  因此
  123456.7 + 101.7654 = (1.234567 × 10^5) + (1.017654 × 10^2)
                      = (1.234567 × 10^5) + (0.001017654 × 10^5)
                      = (1.234567 + 0.001017654) × 10^5
                      =  1.235584654 × 10^5
```

若用e和s來表示
```
  e=5;  s=1.234567     (123456.7)
+ e=2;  s=1.017654     (101.7654)
```

```
  e=5;  s=1.234567
+ e=5;  s=0.001017654  (移位後)
--------------------
  e=5;  s=1.235584654  (實際的和：123558.4654)
```

這是真實的結果，二個數字真正的和，之後會再四捨五入到七位有效位數，若有需要的話，會再進行正規化，其結果為
```
  e=5;  s=1.235585    (最後答案：123558.5)
```

加數的最低三位數（654）沒有出現在結果中，這稱為捨入誤差。在一些極端的例子中，二個浮點數的和可能和其中的被加數或是加數相等：
```
  e=5;  s=1.234567
+ e=−3; s=9.876543
```

```
  e=5;  s=1.234567
+ e=5;  s=0.00000009876543 (移位後)
----------------------
  e=5;  s=1.23456709876543 (真正的和)
  e=5;  s=1.234567         (四捨五入及正規化後)
```

在上述的例子中，為了要有正確的四捨五入結果，在二數指數差距很大時，要增加許多位數才有正確的結果。不過，在二位制的加減法中，利用一個guard位元、一個rounding位元以及一個額外的sticky位元，就可以有正確的結果:218–220。
另一個失去有效數字的情形出現在二個幾乎相等的數字相減時。在以下的例子中，e = 5; s = 1.234571和e = 5; s = 1.234567是有理數123457.1467和123456.659的近似值。
```
  e=5;  s=1.234571
− e=5;  s=1.234567
----------------
  e=5;  s=0.000004
  e=−1; s=4.000000 (四捨五入及正規化後)
```

浮點數的差可以精確的計算，如同Sterbenz引理所說明的，就算是因為漸進式下溢位而出現下溢位也是一樣。不過，原來二個數的差是e = −1; s = 4.877000，和浮點數計算結果e = −1; s = 4.000000之間差了超過20%。在極端的例子中，甚至所有的有效數字都會不見。上述的灾难性抵消說明了，假設計算結果的每一位數都有意義，這個想法很危險。這類誤差的處理及修正是數值分析中的主題之一。

### 乘除法
若要進行乘法，將有效數字相乘，指數相加，再進行四捨五入及正規化即可。
```
  e=3;  s=4.734612
× e=5;  s=5.417242
-----------------------
  e=8;  s=25.648538980104 (真實乘積)
  e=8;  s=25.64854        (四捨五入後)
  e=9;  s=2.564854        (正規化)
```

而除法會將被除數和除數的有效數字相除，二者的指數相減，再進行四捨五入及正規化。
乘除法不會有抵消或是某一數字被吸收的問題，不過仍會出現一些小誤差，若連續運算，誤差會變大。實務上，要進行上述運算的數位邏輯可能會相當的複雜（像是布斯乘法算法以及除法器）。

## 准确性
由于浮点数不能表达所有实数，浮点运算与相应的数学运算有所差异，有时此差异极为显著。
比如，二进制浮点数不能表达0.1和0.01，0.1的平方既不是准确的0.01，也不是最接近0.01的可表达的数。单精度（24比特）浮点数表示0.1的结果为{\displaystyle e=-4},{\displaystyle s=110011001100110011001101_{(2)}}，即
0.100000001490116119384765625
此数的平方是
0.010000000298023226097399174250313080847263336181640625
但最接近0.01的可表达的数是
0.009999999776482582092285156250
浮点数也不能表达圆周率{\displaystyle \pi }，所以{\displaystyle \tan {\frac {\pi }{2}}}不等于正无穷，也不会溢出。下面的C语言代码
```
double
 
pi
 
=
 
3.1415926535897932384626433832795
;

double
 
z
 
=
 
tan
(
pi
/
2.0
);

```

的计算结果为16331239353195370.0，如果用单精度浮点数，则结果为−22877332.0。同样的，{\displaystyle \sin \pi \neq 0}。
由于浮点数计算过程中丢失了精度，浮点运算的性质与数学运算有所不同。浮点加法和乘法不符合结合律和分配律。

### 事故
奔騰早期的60-100MHz P5版本在浮點運算單元有一個問題，在極少數情況下，會導致除法運算的精確度降低。這個缺陷於1994年被發現，變成如今廣為人知的奔腾浮点除错误，同時這一事件導致英特爾陷入巨大的窘態，建立召回計畫來回收有問題的處理器。